# Gravity Falls (2.ª temporada)
A segunda e última temporada de Gravity Falls, uma série animada americana criada por Alex Hirsch, estreou no Disney XD em 1 de agosto de 2014 com o episódio "Scary-oke". A temporada teve 20 episódios e foi concluída com "Weirdmageddon 3: Take Back The Falls" em 15 de fevereiro de 2016. Foi exibido no Brasil a partir de 5 de agosto de 2014 e em Portugal a partir de 3 de janeiro de 2015.

## Conceito
A segunda temporada continua onde a primeira temporada terminou. Os primeiros 12 episódios se concentram principalmente em Dipper, Mabel, Soos e Wendy trabalhando na descoberta da identidade do autor dos Diários, enquanto Stan continua trabalhando em operar o misterioso portal sob a Cabana do Mistérios. Os últimos 8 episódios focalizam principalmente na turma tentando parar Bill Cipher, um demônio dos sonhos com poder infinito que quer dominar o mundo com sua estranheza.[carece de fontes?]

## Produção
Em 29 de Julho de 2013, a série foi renovada para a segunda temporada. Em 16 de fevereiro de 2014, foi anunciado que Gravity Falls iria passar da Disney Channel para Disney XD na Primavera de 2014, e que a segunda temporada seria mostrado nesse canal. Em 4 de março de 2014, Alex Hirsch anunciou em sua conta no Twitter que a segunda temporada seria estreia no verão de 2014. Em 14 de junho de 2014, foi confirmado que a segunda temporada seria estreia em 1 de agosto de 2014 na Disney Channel e em 4 de agosto, 2014 na Disney XD. No mesmo dia foi anunciado que a 2ª temporada seria transmitida tanto na Disney XD quanto na Disney Channel. No entanto, a maioria dos novos episódios estreia na Disney XD antes da Disney Channel. Foi anunciado que a segunda temporada será composta de 20 a 22 episódios.
Em 20 de novembro de 2015, o criador da série Alex Hirsch anunciou que a segunda temporada seria a última e que era sua decisão de terminar o programa, não do canal (Disney Channel).

## Elenco
Os personagens principais, dublados por Jason Ritter como Dipper, e Kristen Schaal como Mabel, com o criador da série Alex Hirsch dublando "Tivô Stan" e Soos, e Wendy Corduroy dublada por Linda Cardellini, irão retornar aos seus papéis. Bill Cipher retorna no quarto episódio da temporada 2. Os adolescentes terão mais tempo de tela e desenvolvimento. Dos personagens retornando temos as vozes de Dee Bradley Baker como o porco do animal de estimação de Mabel Pines, Waddles, e Alex Hirsch também que dubla o Velho McGucket, o "maluco local " da cidade. Kevin Michael Richardson dubla Xerife Blubs, com o Oficial Durland sendo dublado por Keith Ferguson. Pacifica Noroeste é dublada por Jackie Buscarino. TJ. Miller dubla Robbie Valentino. Frank Welker dubla Gompers, um bode que vive na floresta de Gravity Falls. O veterano de atuação de voz John DiMaggio interpreta Manly Dan, um lenhador forte e pai de Wendy. Niki Yang e Carl Faruolo interpretam Candy Chiu e Grenda, as duas melhores amigas de Mabel, respectivamente. Toby Determinado, um jornalista do Fofocas de Gravity Falls, é interpretado por Gregg Turkington e Will Forte interpreta Tyler Cutebiker. J. K. Simmons junta-se ao elenco no episódio  "Um Conto de Dois Stans", e interpreta o irmão gêmeo de Stan, Stanford Fillbrick "Ford" Pines.[carece de fontes?]
No Brasil, Thiago Keplmair, Bianca Alencar, Samira Fernandes, Marcelo Pissardini e César Marchetti voltam para dublar seus personagens (Dipper, Mabel, Wendy, Tivô Stan e Soos, respectivamente). Irão voltar para seus papéis Glauco Marques dublando Bill Cipher, Carlos Silveira dublando o "maluco local" Velho McGucket. Zeca Rodrigues e Sérgio Rufino estão de volta para dublar respectivamente o Xerife Blubs e Oficial Durland. Pacífica Northwest é dublada por Flora Paulita. Márcio Marconato volta para dublar o "punk rock" Robbie Valentino. Guilherme Lopes dublando o forte lenhador, Manly Dan. Tatiane Keplmair e Gabriel Noya voltam para dublar Candy e Grenda, as duas melhores amigas de Mabel, porém, em alguns episódios Candy foi dublada por Andressa Andreatto e Fernanda Bullara, pois sua dubladora estava grávida na época das gravações e não pôde comparecer em alguns dias. Paulo Porto entra no elenco dublando o entusiasta local Tyler Cutebiker e Gileno Santoro retorna para dublar o jornalista "Toby Determinado" do jornal de fofocas de Gravity Falls. Walter Cruz volta para dublar o fazendeiro Sprott e Fábio Moura dublando o viajante do tempo, Blendin Blandin. Faduli Costa entra para o elenco a partir do episódio "Um Conto de Dois Stans", interpretando o irmão gêmeo de Stan, Stanford Fillbrick "Ford" Pines.[carece de fontes?]

## Episódios
| N.º geral | N.º na temp. | Título original (Título no Brasil) (Título em Portugal)                                                                                 | Dirigido por          | Escrito por                                                           | Exibição original       | Cód. de produção | Audiência nos EUA (milhões) |
| --- | ------------ | --- | --------------------- | --------------------------------------------------------------------- | ----------------------- | ---------------- | --------------------------- |
| 21 | 2            | "Scary-oke" "Espanto-Oke" (BR) "Atemori-oke" (PT)                                                                                       | Rob Renzetti          | Jeff Rowe, Matt Chapman e Alex Hirsch                                 | 1 de agosto de 2014     | 203              | 2,37                        |
| Mabel, Dipper e tio avô Stan fazem uma festa para comemorar a conquista de volta da cabana do mistério das mãos de Gideãozinho. Stan liga o portal,e os agentes do governo detectam os sinais da máquina e logo chegam em Gravity Falls. Dipper tenta mostrar o diário para os agentes do governo, como eles não acreditam no que se tem escrito no diário ele invoca Zumbis, Soos também vira um Zumbi. Os Zumbis começam a Destruição da "Cabana do Mistério". |              | |                       |                                                                       |                         |                  |                             |
| 22 | 2            | "Into the Bunker" "Entrando no Depósito" (BR) "Para o Abrigo" (PT)                                                                      | Joe Pitt              | Matt Chapman e Alex Hirsch                                            | 4 de agosto de 2014     | 201              | 0,94                        |
| Dipper, Mabel, Wendy e Soos entram num depósito abandonado no meio da floresta. Mabel prende Dipper e Wendy em uma outra parte do depósito onde encontram um ser que se transforma em tudo o que vê, inclusive em Wendy quando ele tenta tomar o diário de Dipper. |              | |                       |                                                                       |                         |                  |                             |
| 23 | 3            | "The Golf War" "A Guerra do Golf" (BR/PT)                                                                                               | Matt Braly            | Jeff Rowe e Alex Hirsch                                               | 11 de agosto de 2014    | 202              | 1,27                        |
| Mabel compete contra Pacifica Northwest em um torneio de minigolfe. |              | |                       |                                                                       |                         |                  |                             |
| 24 | 4            | "Sock Opera" "Meia-Ópera" (BR) "Meio-novela" (PT)                                                                                       | Matt Braly e Joe Pitt | Shion Takeuchi e Alex Hirsch                                          | 8 de setembro de 2014   | 205              | 0,87                        |
| Dipper e Mabel tentam descobrir a senha do computador que eles acharam no episódio "Into the Bunker". Bill Cipher quebra o computador, possui o corpo de Dipper e tenta pegar o Diário de Dipper. Mabel faz uma ópera de meias para tentar conquistar Um garoto, mas tudo vai em vão quando ele tenta salvar o corpo De Dipper do Bill. |              | |                       |                                                                       |                         |                  |                             |
| 25 | 5            | "Soos and the Real Girl" "Soos e o Verdadeiro Amor" (BR) "Soos e a Rapariga Real" (PT)                                                  | Matt Braly            | Mark Rizzo e Alex Hirsch                                              | 22 de setembro de 2014  | 204              | 0,84                        |
| Soos se vê envergonhado por não ter uma namorada. Dipper e Mabel Tentam arrumar uma namorada virtual para Soos, mas não dá tão certo assim. |              | |                       |                                                                       |                         |                  |                             |
| 26 | 6            | "Little Gift Shop of Horrors" "Pequena Lojinha de Presentes" (BR) "A Pequena Loja dos Horrores" (PT)                                    | Stephen Sandoval      | Shion Takeuchi, Matt Chapman e Alex Hirsch                            | 4 de outubro de 2014    | 206              | 2,31                        |
| Stan conta histórias para um turista em um tour noturno pela Cabana do Mistério. |              | |                       |                                                                       |                         |                  |                             |
| 27 | 7            | "Society of the Blind Eye" "A Sociedade do Olho Cego" (BR/PT)                                                                           | Sunil Hall            | Matt Chapman e Alex Hirsch                                            | 27 de outubro de 2014   | 207              | 1,07                        |
| Lazy Susan vê um anão tentando roubar sua torta de cima da janela, ela tenta ligar para a policia, mas os membros da "Sociedade Do Olho Cego"a fazem refém. Dipper, Mabel, Soos, Wendy e McGucket tentam achar as memórias de McGucket. Eles descobrem que foi ele que inventou a maquina que apaga as memórias. Mabel tenta usar a maquina que apaga memórias para apagar suas memórias sobre namoros de verão.                                                 |              | |                       |                                                                       |                         |                  |                             |
| 28 | 8            | "Blendin's Game" "O Jogo de Blendin" (BR/PT)                                                                                            | Matt Braly            | Jeff Rowe e Alex Hirsch                                               | 10 de novembro de 2014  | 208              | 0,78                        |
| Blendin volta para se vingar de Dipper e Mabel. É o aniversário de Soos e os gêmeos fazem uma surpresa para ele, porém ele detesta surpresas, pois ele sempre esperou seu pai e ele nunca voltou para o ver. Dipper e Mabel lutam e conseguem direito a um desejo e dão ao Soos. |              | |                       |                                                                       |                         |                  |                             |
| 29 | 9            | "The Love God" "O Anjo do Amor" (BR) "O Deus do Amor" (PT)                                                                              | Sunil Hall            | Josh Weinstei e Alex Hirsch                                           | 26 de novembro de 2014  | 209              | 0,82                        |
| Robbie não supera o término de seu namoro com Wendy. Mabel tenta o ajuda-lo com um frasco que ela roubou do "Anjo do Amor". |              | |                       |                                                                       |                         |                  |                             |
| 30 | 10           | "Northwest Mansion Mystery" "O Mistério do Solar Northwest" (BR) "O Mistério da Mansão Noroeste" (PT)                                   | Matt Braly            | Mark Rizzo, Jeff Rowe e Alex Hirsch                                   | 16 de fevereiro de 2015 | 211              | 1,17                        |
| Um lenhador amaldiçoa a familia Northwest, e eles chamam Dipper para ajudar a se livrarem de um fantasma que quase no fim do episódio transformam todos em madeira, incluindo Dipper e Mabel. Mabel, Grenda e Candy brigam por causa de um garoto. McGucket conserta o laptop e se liga em que algo de ruim vai acontecer. No fim do episódio aparece a imagem de Bill Cipher em um quadro.                                                                      |              | |                       |                                                                       |                         |                  |                             |
| 31 | 11           | "Not What He Seems" "Nem Tudo é o Que Parece" (BR) "Ele Não é o Que Parece" (PT)                                                        | Stephen Sandoval      | Shion Takeuchi, Josh Weinstein, Jeff Rowe, Matt Chapman e Alex Hirsch | 9 de março de 2015      | 210              | 1,58                        |
| Após os agentes do governo levarem Stan em custódia, os gêmeos Dipper e Mabel acham uma caixa com identidade falsas e se perguntam se conhecem mesmo seu tio-avô. |              | |                       |                                                                       |                         |                  |                             |
| 32 | 12           | "A Tale of Two Stans" "Um Conto de Dois Stans" (BR) "A História dos Dois Stans" (PT)                                                    | Sunil Hall            | Josh Weinstein, Matt Chapman e Alex Hirsch                            | 13 de julho de 2015     | 214              | 1,91                        |
| O episódio mostra a juventude dos gêmeos Stan e como tudo começou. É descoberto que tio-avô Stan não se chama Stanford, e sim Stanley. Stanford na verdade é o gêmeo do tio-avô Stan. Os agentes do governo ainda continuam atrás da família Pines, mas Stanford usa o apagador de memórias neles. |              | |                       |                                                                       |                         |                  |                             |
| 33 | 13           | "Dungeons, Dungeons & More Dungeons" "Masmorras, Masmorras e Mais Masmorras" (BR) "Masmorras, Masmorras e Masmorras" (PT)               | Stephen Sandoval      | Matt Chapman, Josh Weinstein e Alex Hirsch                            | 3 de agosto de 2015     | 212              | 1,22                        |
| Após Ford e Dipper ficarem presos em um jogo de tabuleiro, Mabel e Stan precisam contar com sua sorte e imaginação para salvar sua família. |              | |                       |                                                                       |                         |                  |                             |
| 34 | 14           | "The Stanchurian Candidate" "Stan para Prefeito" (BR) "O Candidato da Meia-Verdade" (PT)                                                | Matt Braly            | Jeff Rowe, Josh Weinstein e Alex Hirsch                               | 24 de agosto de 2015    | 213              | 1,16                        |
| Stan se candidata para prefeito e compete contra Bud, que tem seu corpo possuído por Gideão. |              | |                       |                                                                       |                         |                  |                             |
| 35 | 15           | "The Last Mabelcorn" "Mabel e o Último Unicórnio" (BR) "O Último Mabelcórnio" (PT)                                                      | Matt Braly            | Alex Hirsch                                                           | 7 de setembro de 2015   | 217              | 0,84                        |
| Mabel e suas amigas vão em busca de crina de unicórnio para proteger a Cabana Do Mistério dos truques mentais de Bill enquanto Dipper descobre sobre o passado obscuro de Ford. |              | |                       |                                                                       |                         |                  |                             |
| 36 | 16           | "Roadside Attraction" "Atrações de Estrada" (BR) "Atrações em Viagem" (PT)                                                              | Sunil Hall            | Jeff Rowe, Josh Weinstein e Alex Hirsch                               | 21 de setembro de 2015  | 215              | 0,91                        |
| Em um tour pelo Oregon, tivô Stan é capturado por uma senhora metade humana metade aranha enquanto Candy confessa seus sentimentos por Dipper. |              | |                       |                                                                       |                         |                  |                             |
| 37 | 17           | "Dipper and Mabel vs. the Future" "Dipper e Mabel Vs. O Futuro" (BR) "Dipper e Mabel Contra o Futuro" (PT)                              | Stephen Sandoval      | Matt Chapman, Josh Weinstein e Alex Hirsch                            | 12 de outubro de 2015   | 216              | 0,94                        |
| Mabel começa os preparativos para sua festa de 13 anos enquanto Dipper e Ford saem em uma missão para conseguir uma cola alienígena e consertar a rachadura da fenda. No final Bill possui Blendin Blandin para enganar Mabel e assim ele quebra a fenda e abre um portal da 2ª Dimensão. |              | |                       |                                                                       |                         |                  |                             |
| 38 | 18           | "Weirdmageddon Part 1" "Estranhagedon Parte 1" (BR) "Estranhagedão Parte 1" (PT)                                                        | Sunil Hall            | Josh Weinstein e Alex Hirsch                                          | 26 de outubro de 2015   | 218              | 1,41                        |
| Após adquirir forma física, Bill começa um apocalipse chamado Estranhagedon, transforma a população de Gravity Falls em pedra e prende Mabel em uma bolha gigante. Enquanto isso, Dipper conta com seus amigos para resgatar sua irmã e salvar o mundo. |              | |                       |                                                                       |                         |                  |                             |
| 39 | 19           | "Weirdmageddon 2: Escape from Reality" "Estranhagedon 2: Fuga da Realidade" (BR) "Estranhagedão 2: Fuga da Realidade" (PT)              | Matt Braly            | Jeff Rowe e Alex Hirsch                                               | 23 de novembro de 2015  | 219              | 1,67                        |
| Dipper, Wendy e Soos tentam resgatar Mabel de seu tentador mundo fantasioso criado por Bill. |              | |                       |                                                                       |                         |                  |                             |
| 40 | 20           | "Weirdmageddon 3: Take Back The Falls" "Estranhagedon 3: Recuperando Gravity Falls" (BR) "Estranhagedão 3: Resgatar Gravity Falls" (PT) | Stephen Sandoval      | Shion Takeuchi, Mark Rizzo, Jeff Rowe, Josh Weinstein e Alex Hirsch   | 15 de fevereiro de 2016 | 220              | 2,47                        |
| Dipper e Mabel se unem aos sobreviventes do Estranhagedon para resgatar o povo de Gravity Falls e Ford, descobrirem a fraqueza secreta de Bill e salvar Gravity Falls. |              | |                       |                                                                       |                         |                  |                             |

## Avaliações
A temporada recebeu grande elogio dos críticos.
| No. | Título                                               | Exibição original       | The A.V. Club (A-F) |
| --- | ---------------------------------------------------- | ----------------------- | ------------------- |
| 1   | "Scary-oke"                                          | 1 de agosto de 2014     | B+                  |
| 2   | "Into the Bunker"                                    | 4 de agosto de 2014     | A                   |
| 3   | "The Golf War"                                       | 11 de agosto de 2014    | B                   |
| 4   | "Sock Opera"                                         | 8 de setembro de 2014   | A                   |
| 5   | "Soos and the Real Girl"                             | 22 de setembro de 2014  | B-                  |
| 6   | "Little Gift Shop of Horrors"                        | 4 de outubro de 2014    | A-                  |
| 7   | "Society of the Blind Eye"                           | 27 de outubro de 2014   | A-                  |
| 8   | "Blendin's Game"                                     | 10 de novembro de 2014  | A-                  |
| 9   | "The Love God"                                       | 26 de novembro de 2014  | B+                  |
| 10  | "Northwest Mansion Mystery" "Northwest Mansion Noir" | 16 de fevereiro de 2015 | A-                  |
| 11  | "Not What He Seems"                                  | 9 de março de 2015      | A                   |
| 12  | "A Tale of Two Stans"                                | 13 de julho de 2015     | A                   |
| 13  | "Dungeons, Dungeons, & More Dungeons"                | 3 de agosto de 2015     | B+                  |
| 14  | "The Stanchurian Candidate"                          | 24 de agosto de 2015    | B                   |
| 15  | "The Last Mabelcorn"                                 | 7 de setembro de 2015   | A-                  |
| 16  | "Roadside Attraction"                                | 21 de setembro de 2015  | A-                  |
| 17  | "Dipper and Mabel vs. the Future"                    | 12 de outubro de 2015   | A-                  |
| 18  | "Weirdmageddon Part 1"                               | 26 de outubro de 2015   | A                   |
| 19  | "Weirdmageddon 2: Escape from Reality"               | 23 de novembro de 2015  | A-                  |
| 20  | "Weirdmageddon 3: Take Back The Falls"               | 15 de fevereiro de 2016 | A                   |